# Xorides immaculatus
Xorides immaculatus là một loài tò vò trong họ Ichneumonidae.